# Pyrausta
Pyrausta é um gênero de mariposa pertencente à família Crambidae.